# فریدریش ویلهلم آرگلاندر
فریدریش ویلهلم ارگلاندر (انگلیسی: Friedrich Wilhelm Argelander؛ زاده ۲۲ مارس ۱۷۹۹ – درگذشته ۱۷ فوریهٔ ۱۸۷۵) یک اخترشناس اهل آلمان بود.